# Basquetano
O basquetano é um alcano policíclico de fórmula molecular C10H12. Seu nome tem origem na similaridade estrutural com uma cesta de basquetebol. Esse composto foi sintetizado pela primeira vez em 1966, independentemente por Masamune e por Dauben e Whalen.